# 26 juillet 1947
Le samedi 26 juillet 1947 est le 207e jour de l'année 1947.

## Naissances
- Juan Gómez Voglino, joueur de football argentin
- Nicole Notat, secrétaire générale du syndicat CFDT
- Jaime Semprun (mort le 3 août 2010), écrivain, essayiste, traducteur et éditeur français
- Roger Bertrand, homme politique québécois
- Ada Gentile, pianiste, conférencière et compositrice italienne
- Djamel Allam, chanteur, musicien algérien
- Wiesław Adamski, sculpteur polonais
- Anand Kumar (mort le 3 mai 2009), musicien indien
- Benoît Veldekens (mort le 18 mars 2014),
- Alejandra Da Passano (morte le 30 juin 2014), actrice argentine de cinéma

## Autres événements
- Première publication de la nouvelle Qu'il est bon de revenir !
- Signature du National Security Act par le président des États-Unis Harry S. Truman
- Sortie américaine du film La Possédée
- Vote du Mutual Defense Assistance Act
- Création de la Central Intelligence Agency
- En Suisse, une collision entre deux trains à Bennau, dans le canton de Schwytz, provoque la mort de 10 personnes